# Mistrz Girarta de Roussillon
Mistrz Girarta de Roussillon, (ur. ?, zm. ok. 1467) – burgundzki iluminator, skryba i projektant książek, aktywny w latach 1440–1465, identyfikowany lub tożsamy z Dreux Jehanem. 

## Życie i działalność artystyczna
Pod koniec 1447 roku pojawił się dworze Filipa Dobrego jako następna Jeana de Pastiviena. W latach 1448–1456 znajdował się na liście płac księcia; 21 października 1449 roku został mianowany kamerdynerem (valet de chambre). W 1456 roku zajął się sprzedażą książek, a w 1457 nabył obywatelstwo Brugii, by móc pracować w tym mieście. Do 1468 roku mieszkał w Brukseli w pobliżu rezydencji książęcej na wzgórzu Coudenburg. W 1464 roku powrócił na dwór książęcy, by dnia 30 kwietnia 1464 zostać szambelanem Karola Zuchwałego. Był członkiem Bractwa Krzyża Świętego
Około 1448–1450 roku, na zlecenie Filipa Dobrego, wykonał iluminacje do manuskryptu Roman de Girart de Roussillon, od którego otrzymał swój przydomek. Najwcześniejszym udokumentowanym dziełem Mistrza Girarta de Roussillon są Godzinki Filipa Śmiałego, których dekorację zmodernizował i uzupełnił. W latach 1448–1456 prowadził prawdopodobnie duży warsztat, współpracując z pisarzem Wauquelinem, jak również związany był z tworzeniem na nowo biblioteki Filipa Dobrego. Projektował tapiserie książęce. Zmarł prawdopodobnie w 1467 a jego miejsce zajął Philippe de Mazerolles.

## Styl
Mistrz Girarta de Roussillon w swoich miniaturach umieszczał postacie na tle pejzażu lub w scenerii wnętrza z wykorzystaniem nieco prymitywnej jeszcze perspektywy. W dziełach mistrza i jego naśladowców elementy określonego krajobrazu (np. rajskiego) mogły stanowić tło dla scen komponowanych w formie sekwencji narracyjnych, umieszczonych w innym otoczeniu pejzażowym (np. ogrodowym). 

W "Historii Girarta" pokazuje styl elegancki i polichromiczny, ale w innych dziełach ma skłonność do wyrafinowanej estetyki wygaszenia kolorystycznego (jak w "Kronikach Jerozolimskiej"), zestawia brunatnawe szarości figur z wielobarwnym tłem, w kontraście do kolorowych bordiur, albo wręcz całkowicie poświęca się technice i efektowi en grisaille(..)

## Przypisywane prace

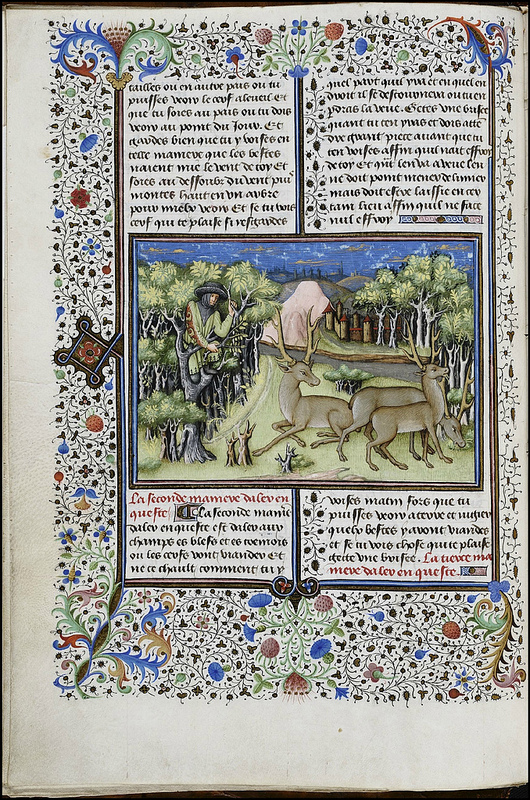
Iluminacja z Kroniki Hainaut